# Besistan

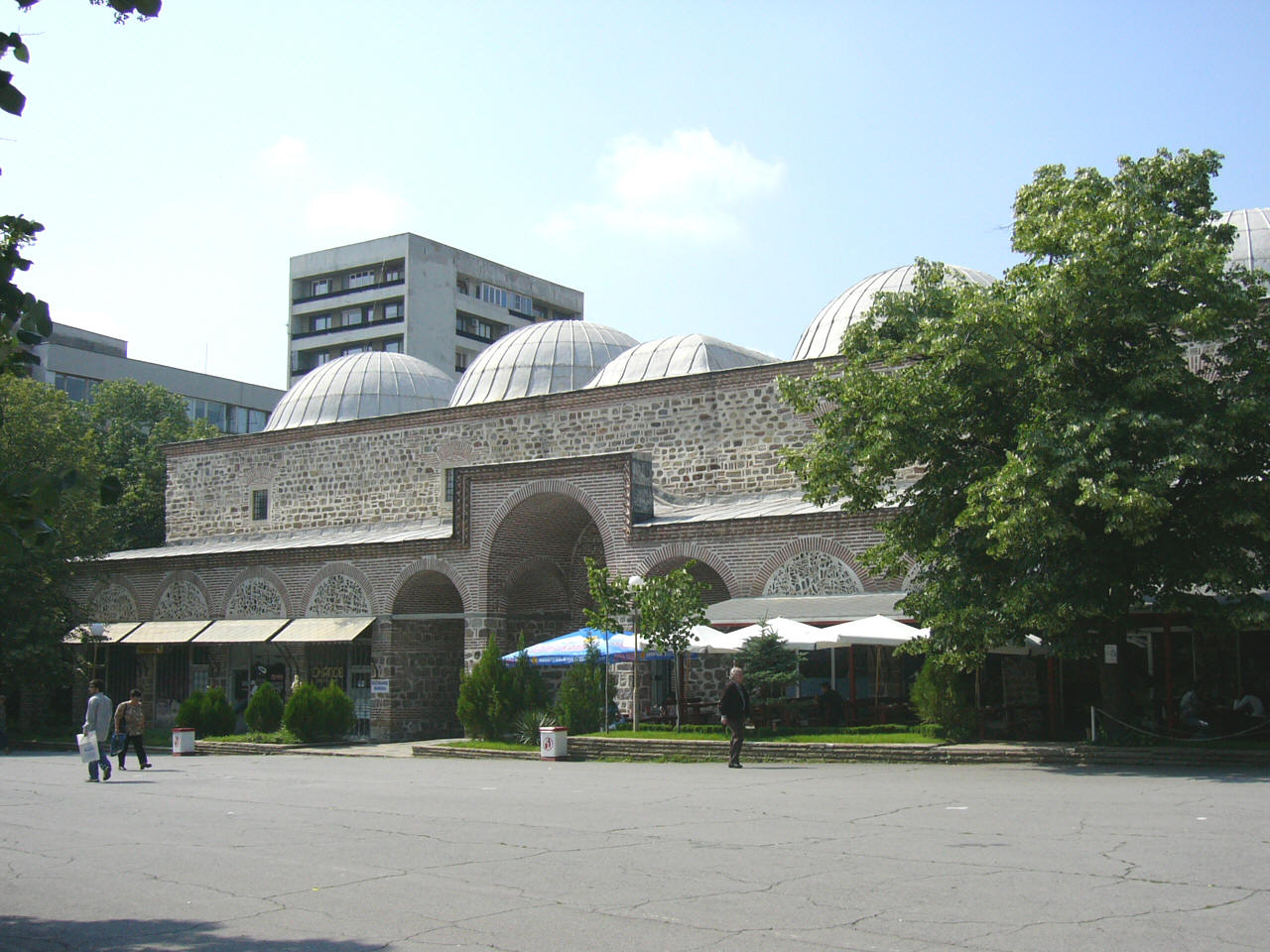
Besisten in Jambol, Bulgarien

Als Besistan (bosnisch Bezistan; bulgarisch Безистен/Besisten; türkisch Bedesten, auch Bezistan)  wird eine orientalische Markthalle oder ein orientalisches Warenhaus bezeichnet.
Ihre Verbreitung im heutigen Südosteuropa wird mit der Ausdehnung des osmanischen Reiches in Verbindung gebracht. Noch heute wird in einigen südosteuropäischen Ländern die Bezeichnung Besistan als Synonym für kleine Einkaufshäuser genutzt.
Die Besistane waren überdachte, in der Nacht abgeschlossene und vielerorts mehrstöckige Märkte, ähnlich dem arabischen Suq. Dort besaßen die Kaufleute ihre Läden und konnten ihre Waren zum Verkauf auslegen. Die Läden waren meist durch kleine Handwerksbetriebe ergänzt. Im Besistan hatte jede Handwerkergruppe einen zugewiesenen Ort, wo nur sie Waren verkaufen konnte. Es kam jedoch auch vor, dass ein Handwerk seinen eigenen Besistan betrieb, wie im Falle des Brusa Bezistans in Sarajevo, wo ausschließlich Textilwaren gehandelt wurden.
Einer der ersten Besistane im osmanischen Reich wurde im Jahre 1461 unter der Regierung von Mehmed II. in Konstantinopel erbaut. In ihm wurden vornehmlich Gewehre, Messer und weitere Waffen verkauft. Später wurde in der osmanischen Hauptstadt ein weiterer Besistan erbaut, in dem vor allem Luxusgüter zu finden waren, darunter Pelzwerke, Westen, Tapeten, Edelsteine, Porzellan sowie Goldschmiedewaren. In diesem zweiten Besistan hatten auch die französischen, englischen und holländischen Kaufleute ihre Verkaufsstände.
Aus dem 15. Jahrhundert sind die Besistane von Bitola, Schumen und Jambol (siehe Foto rechts-oben) bekannt. Weitere Besistane stehen in Sarajevo, Edirne, Burgas, Belgrad und Skopje.